# 哈尔滨公交29路
哈尔滨公交29路是哈尔滨公交的一条线路，由道里区哈站北广场公交首末站到松北区学子街，全长18.4千米。本路线曾因班次少而饱受乘客诟病。
此外，每逢在太阳岛内举行重大活动期间，这条线路亦会对沿途停靠车站、发车密度和服务时间进行更改，并分别以防洪纪念塔公交首末站至冰雪大世界的区间车和哈尔滨公交29路支线方式运行。

## 历史
- 1991年4月1日，路线开通，为季节性旅游路线，走向为防洪纪念塔至太阳岛，路线长度5.5公里，票价1元。使用车型为哈尔滨HKC6978型公交车，配车10辆[6]，由哈尔滨市公共汽车总公司负责运营。后票价变为1.5元。
- 2004年12月22日，路线改为防洪纪念塔至市政府，路线长度变为10公里，单程运行时间由25分变为34分[7][8]，并更换为黄海DD6840S04型后置柴油公交车，配车6辆。
- 2005年，路线改为最初走向，同时票价变为2元。
- 2007年4月23日，因友谊路施工，防洪纪念塔站及防洪纪念塔停车场移动至友谊路与通江街路口处[9]。
- 2007年8月28日，友谊路施工结束，29路恢复原来的停靠位置[10]。
- 2010年6月8日，因公路大桥施工，29路暂时停运[11]。
- 2010年6月10日，公路大桥施工结束，29路恢复运行。
- 2010年12月31日，更换车型为曾用于哈尔滨公交13路支线的黄海DD6930S02型后置燃气公交车，配车15辆[12]。同时取消售票员，改为无人售票，并将原有的6辆黄海DD6840S04型后置柴油公交车全部报废。
- 2013年12月22日，更换车型为曾用于哈尔滨公交23路的恒通CKZ6106N3型前置燃气公交车和宇通ZK6100NGA9型前置燃气公交车，并将原有的15辆黄海DD6930S02型后置燃气公交车分配至哈尔滨公交36路继续使用。
- 2014年2月25日，更换为中通LCK6125HQGN型后置燃气空调公交车，共5辆。同时将原有的恒通CKZ6106N3型前置燃气公交车分配至哈尔滨公交33路支线继续使用，将宇通ZK6100NGA9型前置燃气公交车分配至哈尔滨公交124路继续使用。
- 2014年11月28日，延伸至学子街终到，原有路线改由哈尔滨公交29路支线所使用。并增添10辆安凯HFF6115GS01C型后置燃气空调双层公交车。
- 2015年9月12日，因松北大道施工[13]，29路暂时停运。
- 2015年9月16日，松北大道施工结束，29路恢复运行[14]。
- 2015年10月26日，因哈尔滨市公共汽车总公司与哈尔滨市公共电车总公司合并为哈尔滨交通集团公共交通有限公司，本路线变为由哈尔滨交通集团公共交通有限公司经营[15]。
- 2016年3月，将5辆中通LCK6125HQGN型后置燃气空调公交车分配至哈尔滨公交130路继续使用，并增添曾用于哈尔滨旅游观光巴士1号线、哈尔滨旅游观光巴士2号线和哈尔滨旅游观光巴士3号线的安凯HFF6115GS01C型后置燃气空调双层公交车。
- 2016年5月4日，因哈尔滨地铁世茂大道站施工，去往防洪纪念塔（友谊路）方向取消松北一路-松北大道走向，改为松北一路-世茂大道-天旭街-新湾路-松北大道走向，取消北岸明珠站，并在新湾路增设北岸明珠站（临时）[16]。

## 车站一览

### 现行沿途车站
注：粗体站名为主线车和区间车共用车站。
| 序号 | 車站名稱                             | 学子街方向 位置（下行） | 防洪纪念塔公交首末站方向 位置（上行） | 换乘轨道交通 |
| ---- | ------------------------------------ | ----------------------- | ------------------------------------- | ------------ |
| 1    | 防洪纪念塔公交首末站                 | 友谊路/尚志大街         | 友谊路/尚志大街                       |              |
| 2    | 市人大                               | 友谊路/九站街           | 友谊路                                |              |
| 3    | 市地税局                             | 友谊路/工部街           | 友谊路/工部街                         |              |
| 4    | 报业大厦                             | 友谊路                  | 友谊路                                |              |
| 5    | 社会科学院                           | 上海街/爱园路           | 上海街/爱园路                         |              |
| 6    | 爱建路                               | 爱建路/上海街           |                                       |              |
| 7    | 河洲街                               |                         | 爱建路                                |              |
| 8    | 公路大桥                             | 哈药路/河洲街           | 哈药路/河洲街                         |              |
| 9    | 太阳岛道口                           | 松北大道/太阳大道       | 松北大道/太阳大道                     |              |
| 10   | 冰雪大世界                           | 松北大道/冰景路         | 松北大道/冰景路                       |              |
| 11   | 北岸明珠                             |                         | 新湾路/松北大道                       |              |
| 12   | 松北区行政服务中心（怡园路新新怡园） | 松北一路                | 松北一路                              |              |
| 13   | 学海路与松北一路交口（松北区政府）   | 学海街                  | 学海街/松北一路                       |              |
| 14   | 银河小区                             | 学海街/虎园路           | 学海街/中源大道                       |              |
| 15   | 盛恒基生活购物广场                   | 中源大道                |                                       |              |
| 16   | 哈商大（北校区）                     |                         | 中源大道                              |              |
| 17   | 岛屿墅                               | 丁香大道/热源路         | 丁香大道/热源路                       |              |
| 18   | 丁香大道                             | 丁香大道                | 丁香大道                              |              |
| 19   | 美丽洋房北门                         | 学子街                  | 学子街                                |              |
| 20   | 塞纳欧香小区                         | 学富街/学子街           | 学富街/学子街                         |              |
| 21   | 学富路与热源路交口                   | 学富街/热源路           | 热源路/学富街                         |              |
| 22   | 龙江第一村                           | 热源路                  | 热源路                                |              |
| 23   | 学子街                               | 学子街                  | 学子街                                |              |

### 过去沿途车站
| 序号 | 車站名稱             | 太阳岛方向 位置（下行） | 防洪纪念塔（友谊路）方向 位置（上行） | 换乘轨道交通 |
| ---- | -------------------- | ----------------------- | ------------------------------------- | ------------ |
| 1    | 防洪纪念塔（友谊路） | 友谊路/尚志大街         | 友谊路/尚志大街                       |              |
| 2    | 市人大               | 友谊路/九站街           | 友谊路                                |              |
| 3    | 社会科学院           | 友谊路/上海街           | 友谊路                                |              |
| 4    | 上坞路               | 松北大道                | 松北大道                              |              |
| 5    | 太阳岛道口           | 太阳大道                | 太阳大道                              |              |
| 6    | 太阳岛               | 太阳大道                | 太阳大道                              |              |

## 车型图片

### 过去用车型

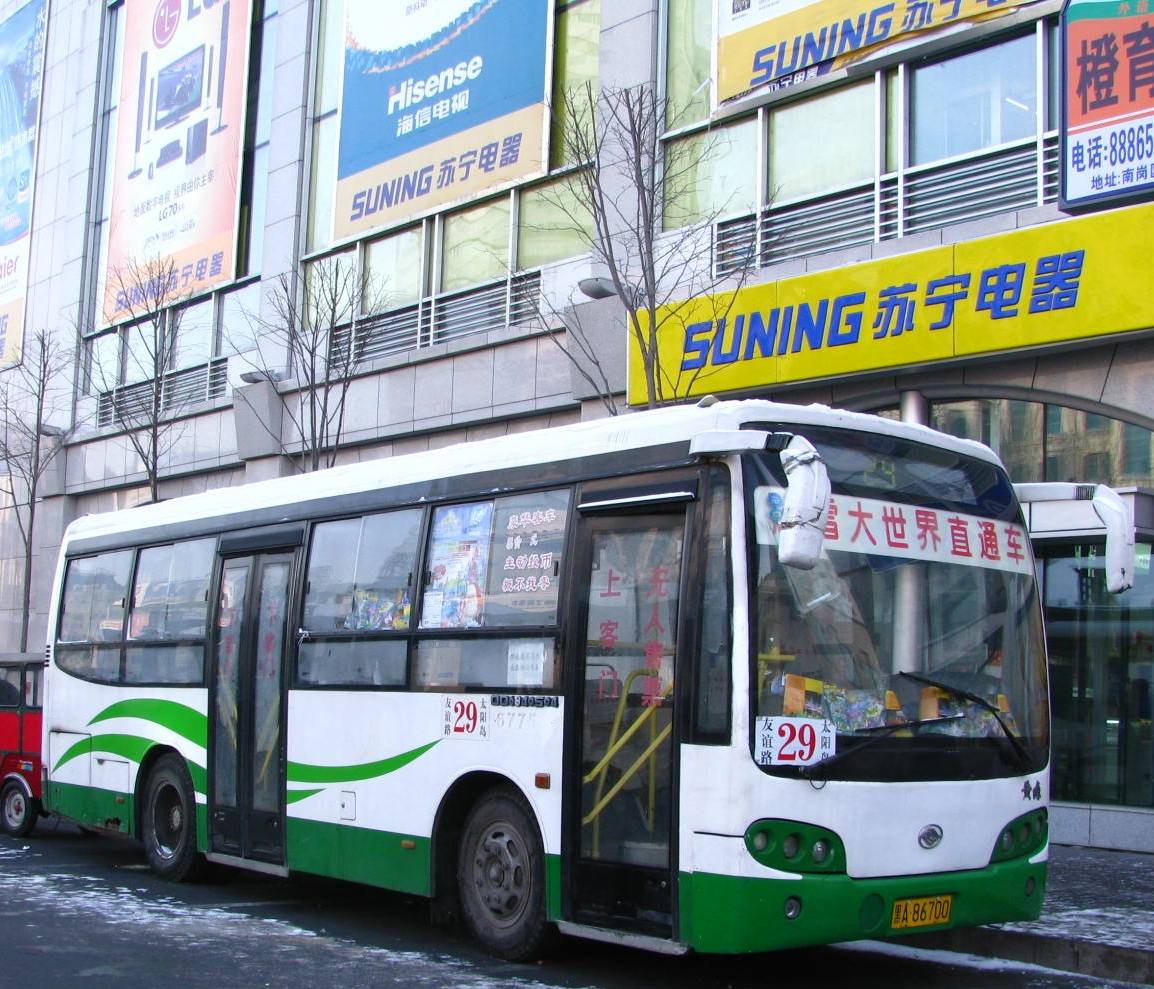
DD6840S04（2004年12月-2010年12月30日）
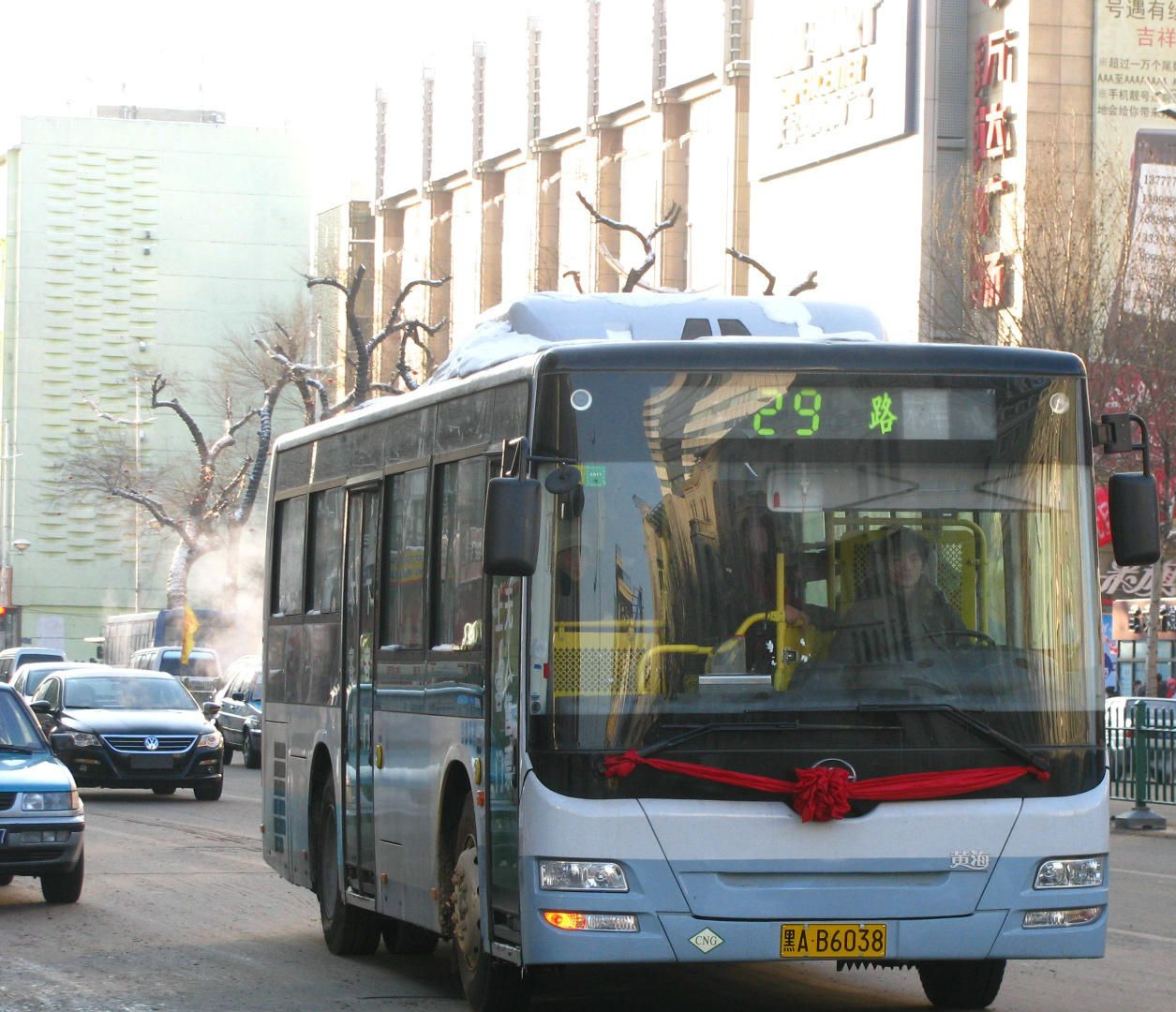
DD6930S02（2010年12月31日-2013年12月21日）
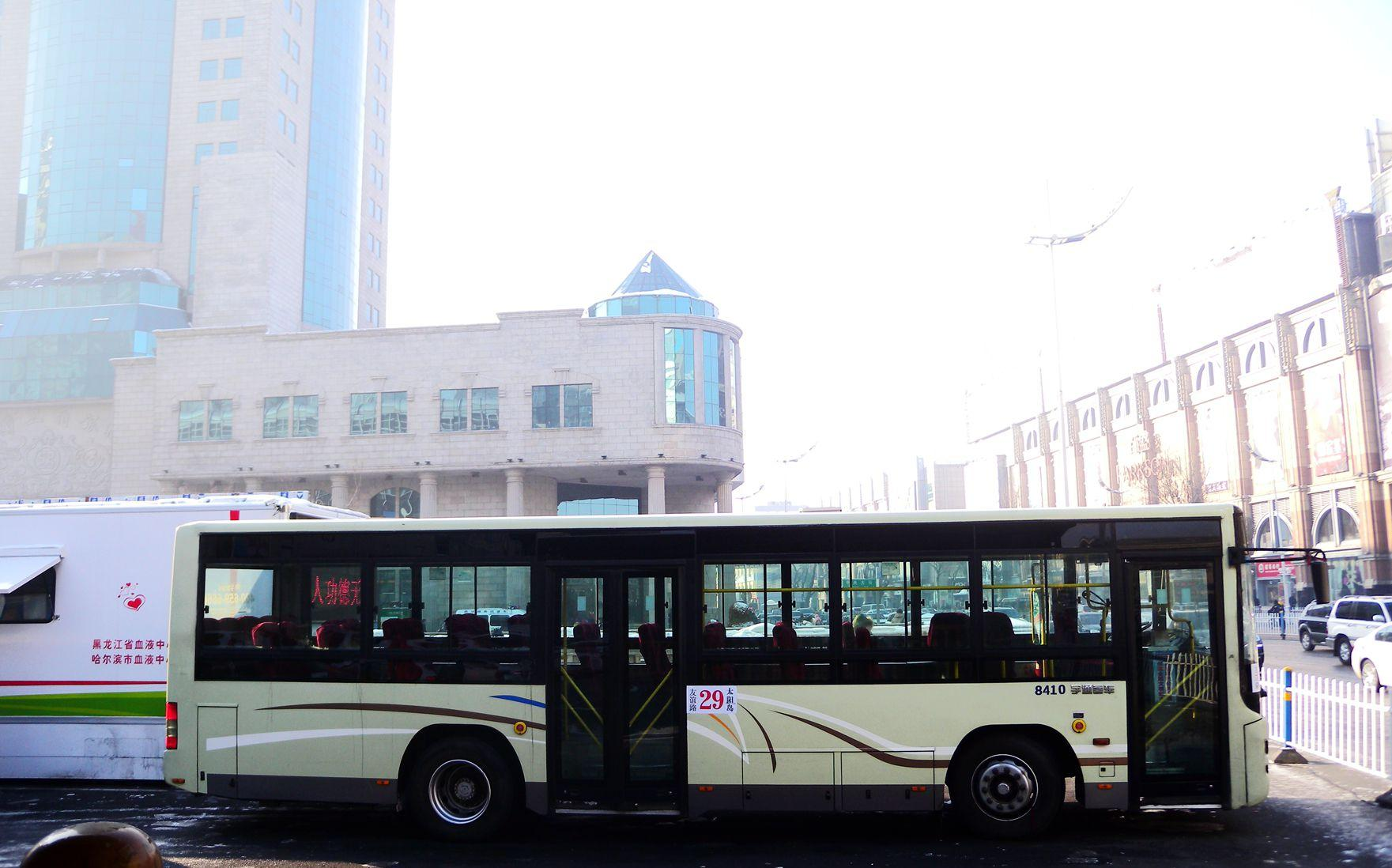
ZK6100NGA9（2013年12月22日-2014年2月24日）
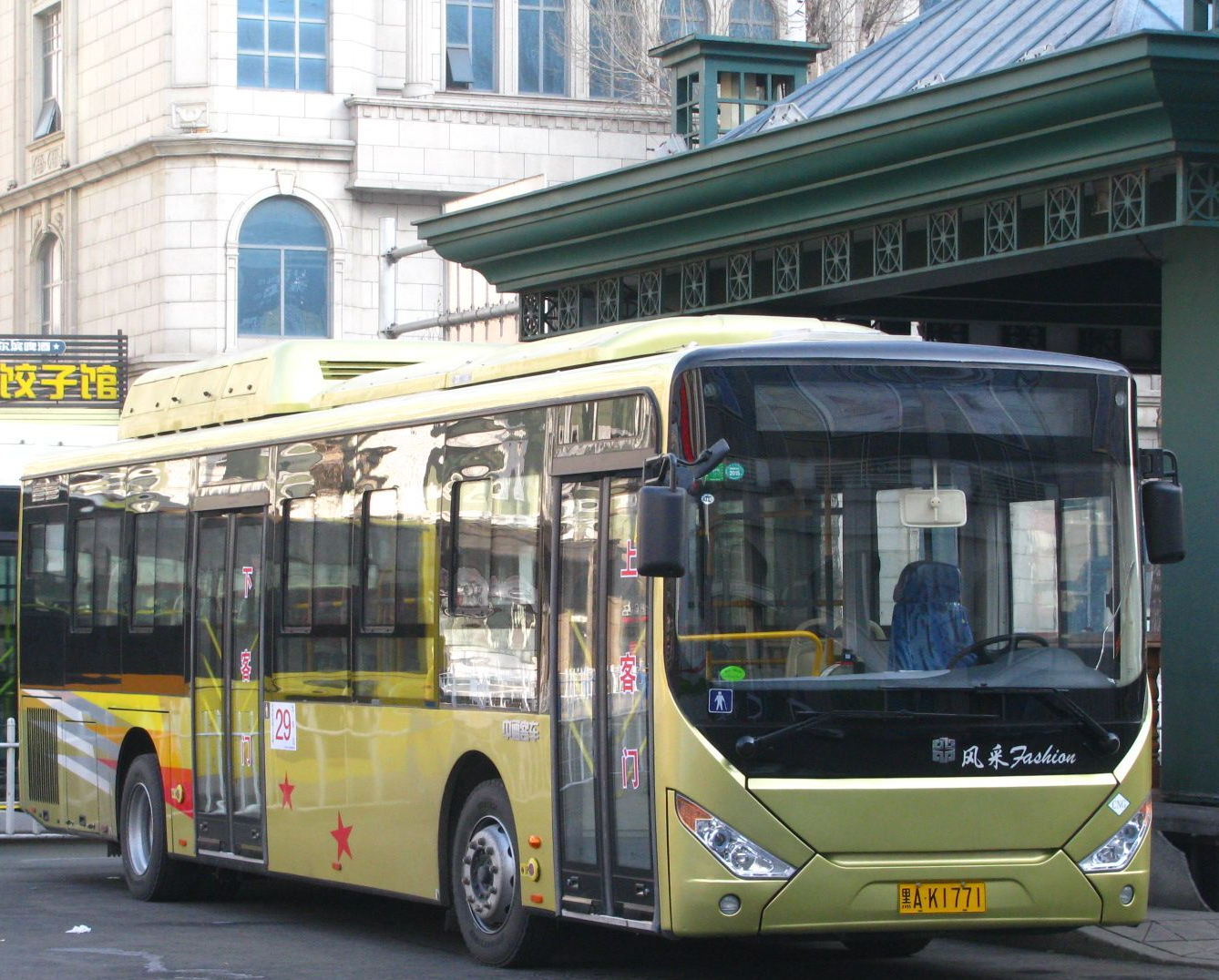
LCK6125HQGN（2014年2月25日-2016年3月）